# Bulbophyllum lasianthum
Bulbophyllum lasianthum é uma espécie de orquídea (família Orchidaceae) pertencente ao gênero Bulbophyllum. Foi descrita por John Lindley em 1855.